# جوناثان كاي
جوناثان كاي هو محامي كندي، ولد في 18 سبتمبر 1968 في مونتريال في كندا.